# Troesmis
Troesmis a fost o cetate getică aflată în nord-vestul Dobrogei de astăzi (județul Tulcea), pe malul Dunării, lângă Balta și fostul cătun Iglița.

## Descoperiri arheologice
Orașul antic ocupa o suprafață întinsă, între Balta Iglița, dealul Piatra Râioasă și comuna Turcoaia, acoperită azi de ruine. Situl cuprinde:
- Cetatea de est, din sec. V, de tip moeso - roman, de plan poligonal cu turnuri în formă de potcoavă la colțuri. În interior sunt 2 bazilici și zidurile mai multor edificii. Fortificația a fost construită pe un platou situat deasupra carierelor de granit de la Cotul Armanului: ea are o formă pătrată, cu laturile de nord și sud de 120 m, iar cele de est și vest de 145 m.[5];
- Cetatea de vest este contemporană cu cea dintâi. Cetatea a fost ridicată pe un promontoriu impunător, la 36 m deasupra nivelului mării și se vede de la o mare depărtare pe Dunăre. Forma trapezoidală, cu laturile de 150 de m (cea de sud și de nord), respectiv de 100 m (latura de est) și 80 m lungime (latura de vest), a fost impusă de configurația terenului[5];
- Așezarea civilă, între cele două cetăți, delimitată de 3 valuri cu șanțuri, reprezentând 4 faze succesive de dezvoltare a așezării în perioada sec. II - VII.

Printre numeroasele vestigii arheologice aflate în acest vast complex, sunt de menționat valuri de apărare, un canal, două apeducte, un mythraeum ș.a. Până azi, ruinele nu au fost cercetate sistematic și exhaustiv pe întreaga lor suprafață. Primele săpături au fost făcute de Engelhardt în 1864-1865. Ruinele au fost apoi văzute și studiate fără săpături de către Grigore Tocilescu (ocazie cu care Pamfil Polonic a ridicat planul celor două cetăți) și de Vasile Pârvan. În 1939 Emil Coliu a explorat curtina de nord a Cetății de Vest. Dar rezultatele și rapoartele acestor puține cercetări au rămas în cea mai mare parte nepublicate. O soartă mai bună au avut inscripțiile decoperite aici, publicate încă de timpuriu în lucrări prestigioase. 33 din monumentele de la Troesmis, duse de Engelhardt la Paris, se află și azi în Muzeul Saint Germain-en-Laye. În ISM vol. 5 sunt înregistrate 84 de inscripții provenind de la Tomis.

## Atestări documentare
Troesmis a fost de-a lungul întregii perioade antice un important punct strategic și de aceea el este menționat în principalele izvoare geografice, uneori ca sediu al unor legiuni romane. 
Cea mai veche mențiune a sa este în Ponticele lui Ovidius, în forma Troesmen (acuzativul lui Troesmes), în 4.9.79 și 4.16.15. 
El apare apoi la Ptolemeu, numit Τροισμίς (în Geogr. 3.10.5, așezat la coord. 54° 46°20, între Καρσούμ 54°30 45°50 și Δινογέτεια 53°10 46°40), ca lagăr al legiunii a V-a Macedonica. 
Itinerarium Antonini, două secole mai târziu, îl numește Trosmis, îl așază între Beroe Piatra Frecăței și Arrubium (Măcin) (la 18 mp de primul și la 9 mp de al doilea) și plasează aici garnizoana legiunii I Iovia. 
Nu mult mai târziu, când a fost scrisă Notitia Dignitatum (Orientis), aici era reședința comandantului legiunii a II-a Herculia (NDOr. 39, 23 și 29: Trosmis, 31: Iprosmis). 
Figurează și în Tabula Peutingeriana 8.3: Troesmis (la 23 mp de Beroe și la 8 mp de Arrubium). 
Numele său mai apare și în Itinerarium Burdigalense (sau Hierosolymitanum), la Hierocles, în 'Cosmografia' geografului anonim din Ravenna, la Constantin Porfirogenetul precum și în câteva inscripții descoperite în ruinele de la Iglița.

## Recuperare
În anul 2002, autoritățile române, în colaborare cu cele britanice, au reușit să recupereze două monumente epigrafice în limba latină, mai precis, două tăblițe reprezentând tabulae de bronz care conțin legile municipiului Troesmis, emise în timpul împăratului Marc Aureliu, care fuseseră furate și scoase la licitație la Londra. Cele două tabulae din bronz au dimensiunile de 67 x 54 centimetri, greutatea de 26,41 kilograme prima și respectiv 59 x 50 centimetri și greutatea de 23,60 kilograme a doua. Potrivit istoricilor care au analizat cele două obiecte, acestea sunt cel mai important document scris aparținând istoriei noastre vechi și provenind de pe teritoriul României.
Pe cele două table, pe care se păstrează părți din capitolele al XI-lea respectiv al XXVII-lea - al XXVIII-lea, se fac precizări privind alegerea solilor orașului și condițiile pe care candidații la alegeri trebuiau să le îndeplinească, este menționat numele complet și oficial al orașului (municipum Marcum Aurelium Antoninum et Lucium Aurelium Commodum Augustum Troesmensium) care asigură datarea acordării statutului de municipium așezării urbane de la Troesmis în anii 177-180 p. Chr., în timpul domniei comune a împăraților Marcus Aurelius și Commodus.

## Galerie de imagini

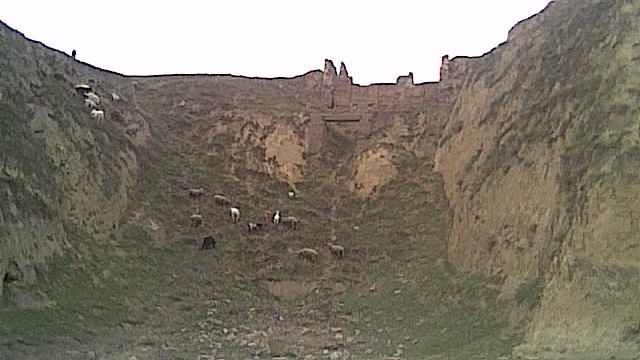
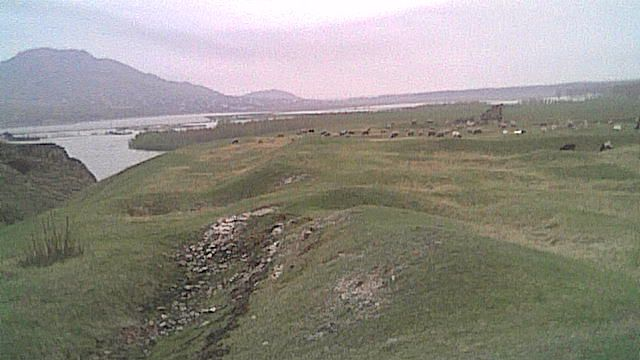
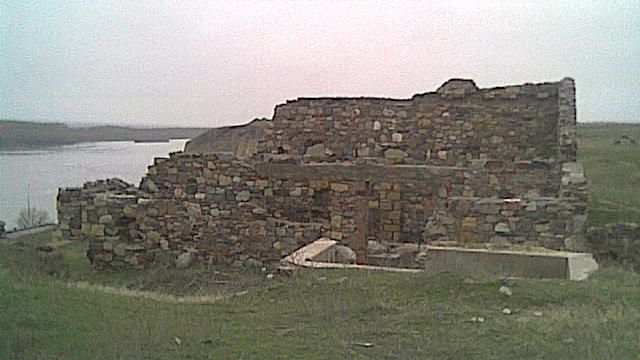
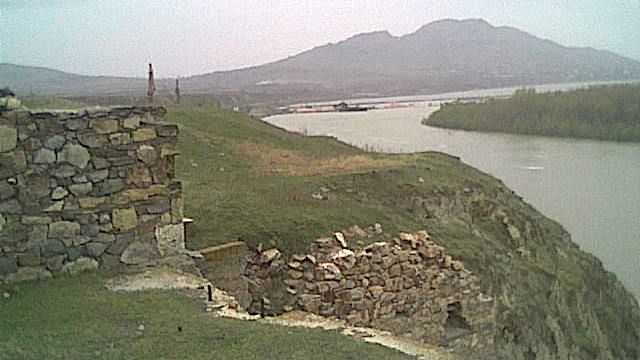